# Berliet BD1
Der Berliet BD1 war ein nur als Chassis erhältliches PKW-Modell der Fahrzeugherstellers Berliet in Lyon aus dem Jahre 1909, welches wegen seiner steuerlichen Einstufung auch als Berliet 12 CV bezeichnet wird.

## Geschichte und Technik
Das Fahrzeug erhielt seine allgemeine Betriebserlaubnis  durch den örtlich und sachlich zuständigen Inspecteur des Mines im April 1909. Bis wann es gebaut wurde, ist den Akten nicht zu entnehmen. Freigehalten wurde das Chassisnummernband 5101 – 6000. In diesem Nummernband tauchen aber auch Fahrzeuge des Nachfolgetyps Berliet AD1 auf. Wenn alle Chassisnummern vergeben worden sein sollten, wären (zusammen mit dem Berliet AD1) 900 Fahrzeuge gebaut worden.
Der Vierzylindermotor hatte eine Bohrung von 70 und einen Hub von 100 mm, also einen Hubraum von 1539 cm³. Steuerlich war das Auto mit 12 CV fiscaux eingestuft, die bei 1150/min entwickelte effektive Leistung ist nicht überliefert.
Das Getriebe hatte drei Vorwärtsgänge und einen Rückwärtsgang. Der Antrieb erfolgte über eine Kardanwelle auf die Hinterachse. Das Fahrzeug hatte Rechtslenkung. 
Zum Modelljahr 1911 sind für eine der Varianten weitere Informationen überliefert.  Wie so viele Fahrzeuge aus dieser Zeit hat der Berliet 12 CV ein Leiterrahmen-Fahrgestell, Frontmotor, Kardanwelle und Hinterradantrieb. Der Radstand beträgt 2755 mm und die Fahrzeuglänge zumindest für diese Ausführung 3750 mm. Die Geschwindigkeit wurde mit einem Handhebel am Lenkrad reguliert. Die Spurweite beträgt 1350 mm. Die Reifen hatten eine Größe von 760 × 90. Bekannt sind Aufbauten als Doppelphaeton.  Berliet bezeichnete diese Ausführung als Phaeton. Der Preis für das Fahrzeug lag im Jahr 1911 bei 6250 Francs.